# Серех
Серех — особливий геральдичний символ Давнього Єгипту, що містив у собі ім'я фараона; аналогічний більш пізньому картушу.

## Вигляд
Серех являв собою декоративну віньєтку, що поєднувала зображення фасаду палацу та план (вигляд зверху) його внутрішнього двору. Його назва походить від єгипетського слова, що позначало фасад. Судячи з усього, строгих правил зображення сереха не існувало, тому зустрічаються різні його типи з численними варіаціями декорів фасаду, що відрізняються за складністю та деталізацією.

## Використання

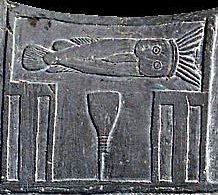
Серехи, що містять ребусні символи n'r (сом) та mr (зубило), яка є фонетичною репрезентацією імені фараона Нармера, бл. 3100 рік до н.е.

Серех зазвичай використовувався як царський символ, що наголошував та виражав повагу до імені фараона. Вперше він вживається ще за часів Герзейської культури (бл. 3400 р. до н.е.). Ієрогліфи, що утворювали ім'я фараона, розміщувалися у прямокутному розширенні над серехом, який зображував внутрішній двір палацу. Крім цього на верхній частині сереха розміщувався сокіл бога Гора (в окремих випадках тварина Сета), який уособлював небесного покровителя даного фараона.
Якщо слово «серех» записувалося у повній формі та інколи доповнювалося мініатюрою сереха, воно також могло використовуватися у тексті.

## Історія
Як вже зазначалося, серех вперше з'являється як декоративна мініатюра за часів Герзейської культури, яка на той час використовувався лише як символ фараона. З часів Стародавнього царства його перші вжитки у повній писемній формі з'являються у старих папірусах.